# Negative Approach
Negative Approach var et amerikansk hardcore punk band. De spillede en form for hardcore med påvirkninger fra engelske bands som 4-Skins og Blitz, blandet med den amerikanske hardcore punk lyd og proto-punk ikonerne fra Michigan, The Stooges. Forsangeren John Brannon dannede efter bandets opløsning Laughing Hyneas og senere Easy Action.

## Diskografi
- s/t 7"
- Tied Down LP
- Total Recall CD
- Ready To Fight 2xLP